# С. Бен-Цион
С. Бен-Цион (псевдоним Олтэра Гутмана; также известен как Симхе-Алтер Гутман; иврит и идиш שׂ. בן ציון‎; 27 ноября 1870, Теленешты, Оргеевский уезд, Бессарабская губерния, Российская Империя — 2 июня 1932, Тель-Авив, Палестина) — еврейский писатель и журналист. Писал на иврите и идише.

## Биография
Олтер Гутман, позднее известный как С. Бен-Цион (Симха Бен-Цион), родился в бессарабской еврейской земледельческой колонии Теленешты (теперь районный центр Теленештского района Республики Молдова) 27 или 28 ноября 1870 года. Получил традиционное еврейское образование. Некоторое время жил в Оргееве, a в 1889 году поселился в Одессе, работал в еврейской школе вместе с Х. Н. Бяликом. Вскоре женился и вернулся к родителям в Теленешты, где родились пятеро его детей (четверо сыновей и дочь), в том числе в 1898 году сын Нухым — будущий художник и скульптор Нахум Гутман.
В начале 1900-х годов вновь селится в Одессе, работает в экспериментальном хедере (начальной школе) с обучением на иврите и к 1903 году совместно с Бяликом, И. Х. Равницким (1859—1944) и Э. Л. Левинским (Хонэ-Лейб Гершкович, 1858—1910) учреждает издательство «Мория», расположенное по адресу: ул. Большая Арнаутская, 42. Писать Бен-Цион начал в Теленештах, сразу на обоих еврейских языках (идише и иврите) и прозаические произведения того времени, написанные в реалистическом стиле, отражают быт бессарабского местечка 2-й половины XIX века.
В 1905 году вместе с семьёй переезжает в Палестину и селится в Яффе, где его квартира быстро превращается в литературный салон. Работает учителем в школе для девочек в Неве-Цедек (теперь район Тель-Авива). Начинает издавать детский журнал «Моледет» (Родина, до 1912 года — редактор) и первый в стране литературный журнал «hаОмэр». В 1910 году неожиданно умирает его жена Ривка, и воспитанием детей теперь занимается его мать (Минце Гутман), специально приехавшая для этого из Теленешт.
В это время Гутман практически полностью переходит на иврит и расстаётся с реализмом; как прозаические, так и поэтические произведения палестинского периода тяготеют к мистическому символизму. Секретарём Бен-Циона в журнале работает будущий нобелевский лауреат Агнон, вскоре в редакцию вливается прозаик И. Х. Бренер.
В последующие годы Бен-Цион находится в самой гуще литературной жизни страны, занимается изданием литературных альманахов, пишет эпические поэмы «Рахел» (Рахиль) и «Левиим» (Левиты), многочисленные новеллы, два исторических романа — «Мегилат Хананья» (Свиток Ханании) о периоде Второго Храма и «Маасэ hаНезира» (Сказание об отшельнице), о Юдифи и Олоферне. В одесском издательстве «Мория» в 1913 году выходит составленный им совместно с Бяликом и Равницким сборник библейских преданий с иллюстрациями и отдельной книжкой повесть «Йесоймим» (Сироты). В следующем году сборник избранных произведений выходит в Тель-Авиве. Много занимается публицистикой и поэтическими переводами с немецкого и идиша, в частности, переводит на иврит ряд известных еврейских народных песен. В 1922—1924 годах — в Германии. Уже после смерти Бен-Циона, в 1949 году под редакцией и с иллюстрациями его сына Нахума Гутмана выходит том избранных произведений с полной библиографией писателя. Именем С. Бен-Циона назван бульвар в центре Тель-Авива.

## Семья
- Сын — Нахум Гутман, художник.
- Внуки: Бен Ваттенберг (1933—2015) — американский литератор и политический телекомментатор; Ребекка Шалл (род. 1929) — актриса.
- Сыном его двоюродной сестры Хаи Гутман был еврейский поэт, педагог и переводчик Исроэл Гойхберг.